# 马继生
马继生（1957年3月1日—），中华人民共和国外交部官员，曾出任中华人民共和国驻冰岛特命全权大使。
2014年9月的媒体报道指，他在年初因给日本泄露国家机密而被中华人民共和国国家安全部逮捕。但中华人民共和国政府方面未公开对他的处理结果。

## 生平
1988年，毕业于吉林东北师范大学，历史系硕士学位。同年，马继生进入外交部亚洲司工作。1991年开始，马继生派到驻日本大使馆工作。1995年，马继生调回国内，担任外交部亚洲司副处长、处长。2002年，马继生担任驻印度尼西亚大使馆参赞。2004年，马继生再度派駐日本，担任驻日本大使馆参赞、公使銜參贊。2008年，马继生担任外交部新闻司副司长。2012年，马继生担任中华人民共和国驻冰岛大使。同年12月11日，他与妻子钟月抵达冰岛，履职。
2014年1月8日，马继生在外交场合曾批评日本首相安倍晋三的“倒行逆施”。年初，他因给日本泄露国家机密而被中华人民共和国国家安全部逮捕。此后，中华人民共和国政府未给出对马继生夫妻的司法处理结果。9月17日，中华人民共和国外交部发言人洪磊回应，对于马继生是否仍在冰岛、现时身处何方及是否被捕，表示没有这方面的消息。中华人民共和国驻冰岛大使馆官网的“大使致辞”一栏，删去马继生的名字，大使简历一栏为空白。

## 家庭
- 妻子：钟月。马继生夫妇育有一个女儿。其它资料不详。[2]